# Gran Premio motociclistico del Belgio 1985
Il Gran Premio motociclistico del Belgio 1985 fu l'ottavo appuntamento del motomondiale 1985.
Si svolse il 7 luglio 1985 sul circuito di Spa-Francorchamps e vide la vittoria di Freddie Spencer nella classe 500 e nella classe 250, di Fausto Gresini nella classe 125 e di Egbert Streuer/Bernard Schnieders nei sidecar.

## Classe 500
I due piloti in testa alla classifica del motomondiale, gli statunitensi Freddie Spencer e Eddie Lawson hanno occupato anche le prime due posizioni del podio della gara in Belgio, al terzo posto il francese Christian Sarron. A questo punto della stagione il vantaggio di Spencer su Lawson è di 10 punti.

### Arrivati al traguardo
| Pos. | Pilota             | Moto       | Tempo    | Griglia | Punti |
| ---- | ------------------ | ---------- | -------- | ------- | ----- |
| 1    | Freddie Spencer    | Honda      | 49.51.80 | 1       | 15    |
| 2    | Eddie Lawson       | Yamaha     | 49.57.07 | 2       | 12    |
| 3    | Christian Sarron   | Yamaha     | 50.28.09 | 3       | 10    |
| 4    | Wayne Gardner      | Honda      | 50.42.31 | 4       | 8     |
| 5    | Raymond Roche      | Yamaha     | 51.06.17 | 11      | 6     |
| 6    | Ron Haslam         | Honda      | 51.17.75 | 8       | 5     |
| 7    | Didier de Radiguès | Honda      | 51.27.88 | 6       | 4     |
| 8    | Takazumi Katayama  | Honda      | 51.30.14 | 7       | 3     |
| 9    | Boet van Dulmen    | Honda      | 51.51.36 | 14      | 2     |
| 10   | Gustav Reiner      | Honda      | 51.52.46 | 13      | 1     |
| 11   | Mike Baldwin       | Honda      | 52.07.11 | 12      |       |
| 12   | Thierry Espié      | Chevallier | 52.08.81 | 9       |       |
| 13   | Franco Uncini      | Suzuki     | 52.10.22 | 19      |       |
| 14   | Christian Le Liard | Chevallier | 52.21.50 | 15      |       |
| 15   | Sito Pons          | Suzuki     | 52.25.16 | 20      |       |
| 16   | Massimo Messere    | Honda      | 1 giro   | 17      |       |
| 17   | Armando Errico     | Honda      | 1 giro   | 22      |       |
| 18   | Henk van der Mark  | Honda      | 1 giro   | 23      |       |
| 19   | Eero Hyvärinen     | Honda      | 1 giro   | 24      |       |
| 20   | Rob Punt           | Suzuki     | 1 giro   | 25      |       |
| 21   | Mile Pajic         | Honda      | 1 giro   | 30      |       |
| 22   | Manfred Fischer    | Honda      | 1 giro   | 26      |       |
| 23   | Paul Iddon         | Suzuki     | 1 giro   | 28      |       |
| 24   | Neil Robinson      | Suzuki     | 1 giro   | 31      |       |
| 25   | Marco Papa         | Paton      | 1 giro   | 27      |       |
| 26   | Dietmar Mayer      | Honda      | 1 giro   | 32      |       |
| 27   | Maarten Duyzers    | Suzuki     | 1 giro   | 34      |       |
| 28   | Georg-Robert Jung  | Suzuki     | 1 giro   | 33      |       |

### Ritirati
| Pilota              | Moto   | Motivo | Griglia |
| ------------------- | ------ | ------ | ------- |
| Dave Petersen       | Honda  |        | 10      |
| Randy Mamola        | Honda  |        | 5       |
| Marco Lucchinelli   | Cagiva |        | 29      |
| Fabio Biliotti      | Honda  |        | 21      |
| Wolfgang von Muralt | Suzuki |        | 18      |
| Robert McElnea      | Suzuki |        | 16      |

## Classe 250
Grave caduta per l'italiano Loris Reggiani che lo obbligherà a saltare diverse gare e ad abbandonare la lotta per il mondiale dove era al quinto posto. Vittoria anche in questa classe per lo statunitense Freddie Spencer (alla terza doppietta della stagione) che precede il venezuelano Carlos Lavado e il tedesco Anton Mang. Nella classifica mondiale Spencer ha 104 punti e precede Mang fermo a 70.

### Arrivati al traguardo
| Pos. | Pilota            | Moto       | Tempo    | Griglia | Punti |
| ---- | ----------------- | ---------- | -------- | ------- | ----- |
| 1    | Freddie Spencer   | Honda      | 42.05.73 | 1       | 15    |
| 2    | Carlos Lavado     | Yamaha     | 42.18.43 | 2       | 12    |
| 3    | Anton Mang        | Honda      | 42.23.12 | 3       | 10    |
| 4    | Martin Wimmer     | Yamaha     | 42.45.69 | 5       | 8     |
| 5    | Carlos Cardús     | Cobas      | 42.51.51 | 8       | 6     |
| 6    | Manfred Herweh    | Real       | 43.05.18 | 15      | 5     |
| 7    | Juan Garriga      | Rotax      | 43.05.65 | 17      | 4     |
| 8    | Dominique Sarron  | Honda      | 43.06.51 | 7       | 3     |
| 9    | Alan Carter       | Honda      | 43.06.73 | 13      | 2     |
| 10   | Patrick Igoa      | Honda      | 43.21.29 | 22      | 1     |
| 11   | Jacques Cornu     | Honda      | 43.29.62 | 19      |       |
| 12   | Luis Miguel Reyes | Cobas      | 43.32.80 | 20      |       |
| 13   | Siegfried Minich  | Yamaha     | 43.33.14 | 16      |       |
| 14   | August Auinger    | Bartol     | 43.33.89 | 26      |       |
| 15   | Guy Bertin        | Malanca    | 43.45.42 | 30      |       |
| 16   | Hans Becker       | Yamaha     | 43.45.88 | 25      |       |
| 17   | Jean Foray        | Chevallier | 43.46.51 | 31      |       |
| 18   | Edwin Weibel      | Yamaha     | 43.46.76 | 27      |       |
| 19   | Fausto Ricci      | Honda      | 43.50.15 | 28      |       |
| 20   | Stefano Caracchi  | MBA        | 43.52.37 | 36      |       |
| 21   | René Delaby       | Rotax      | 44.02.87 | 34      |       |
| 22   | Roland Freymond   | Yamaha     | 44.03.25 | 21      |       |

### Ritirati
| Pilota                 | Moto       | Motivo | Griglia |
| ---------------------- | ---------- | ------ | ------- |
| Pierre Bolle           | Parisienne |        | 4       |
| Loris Reggiani         | Aprilia    |        | 6       |
| Stéphane Mertens       | Yamaha     |        | 11      |
| Reinhold Roth          | Yamaha     |        | 9       |
| Jean-François Baldé    | Yamaha     |        | 10      |
| Jean-Louis Guignabodet | Rotax      |        | 12      |
| Alan Carter            | Honda      |        | 13      |
| Niall Mackenzie        | Armstrong  |        | 14      |
| Harald Eckl            | ES         |        | 18      |
| Donnie McLeod          | Armstrong  |        | 23      |
| Jean-Michel Mattioli   | Yamaha     |        | 24      |
| Hans Lindner           | Rotax      |        | 32      |
| Mar Schouten           | Yamaha     |        | 33      |
| Antonio Garcia         | Cobas      |        | 35      |

### Non qualificati
| Pilota             | Moto    |
| ------------------ | ------- |
| Thierry Rapicault  | Yamaha  |
| Geoff Fowler       | Arbizu  |
| Andy Watts         | EMC     |
| Michel Siméon      | Honda   |
| Bernard Denis      | Honda   |
| Jean-Luc Guillemet | Yamaha  |
| Patrick Fernandez  | Cobas   |
| Gary Noel          | EMC     |
| Paolo Ferretti     | Malanca |
| Éric Saul          | Comoth  |
| Jose de Faveri     | JDF     |
| Cees Doorakkers    | Honda   |
| Eric de Donker     | Honda   |
| Mario Rademeyer    | Yamaha  |

## Classe 125
Seconda vittoria stagionale per l'italiano Fausto Gresini che precede lo svizzero Bruno Kneubühler e il belga Lucio Pietroniro. In testa alla classifica resta un altro italiano, Pier Paolo Bianchi giunto quinto in questa gara, che precede Gresini di soli 4 punti.

### Arrivati al traguardo
| Pos. | Pilota             | Moto    | Tempo    | Griglia | Punti |
| ---- | ------------------ | ------- | -------- | ------- | ----- |
| 1    | Fausto Gresini     | Garelli | 38.58.34 | 1       | 15    |
| 2    | Bruno Kneubühler   | MBA     | 39.24.84 | 3       | 12    |
| 3    | Lucio Pietroniro   | MBA     | 39.31.05 | 2       | 10    |
| 4    | August Auinger     | MBA     | 39.31.08 | 5       | 8     |
| 5    | Pier Paolo Bianchi | MBA     | 39.41.23 | 7       | 6     |
| 6    | Willy Pérez        | MBA     | 39.47.40 | 9       | 5     |
| 7    | Domenico Brigaglia | MBA     | 39.48.04 | 6       | 4     |
| 8    | Olivier Liégeois   | MBA     | 40.09.66 | 8       | 3     |
| 9    | Johnny Wickström   | MBA     | 40.17.14 | 16      | 2     |
| 10   | Jussi Hautaniemi   | MBA     | 40.17.67 | 11      | 1     |
| 11   | Alfred Waibel      | MBA     | 40.31.67 | 15      |       |
| 12   | Håkan Olsson       | MBA     | 40.32.54 | 20      |       |
| 13   | Thierry Feuz       | MBA     | 40.32.76 | 19      |       |
| 14   | Anton Straver      | MBA     | 40.34.46 | 21      |       |
| 15   | Eric Gijsel        | MBA     | 40.43.59 | 32      |       |
| 16   | Jacky Hutteau      | MBA     | 40.54.35 | 25      |       |
| 17   | Andrés Sánchez     | MBA     | 41.00.08 | 33      |       |
| 18   | Thomas Pedersen    | MBA     | 41.03.23 | 18      |       |
| 19   | Adolf Stadler      | MBA     | 41.03.97 | 26      |       |
| 20   | Boy van Erp        | MBA     | 41.04.86 | 35      |       |
| 21   | Peter Balaz        | MBA     | 41.05.28 | 24      |       |
| 22   | Ton Spek           | MBA     | 41.05.46 | 29      |       |
| 23   | Fernando Gonzalez  | MBA     | 41.33.20 | 36      |       |
| 24   | Michel Escudier    | MBA     | 41.33.45 | 28      |       |
| 25   | Helmut Lichtenberg | MBA     | 1 giro   | 34      |       |

### Ritirati
| Pilota             | Moto | Motivo | Griglia |
| ------------------ | ---- | ------ | ------- |
| Jean-Claude Selini | MBA  |        | 4       |
| Giuseppe Ascareggi | MBA  |        | 10      |
| Alex Bedford       | MBA  |        | 12      |
| Esa Kytölä         | MBA  |        | 13      |
| Robin Appleyard    | MBA  |        | 17      |
| Dirk Hafeneger     | MBA  |        | 31      |
| Mike Leitner       | MBA  |        | 23      |
| Bady Hassaine      | MBA  |        | 27      |
| Wilhelm Lücke      | MBA  |        | 38      |
| Manfred Braun      | MBA  |        | 37      |

### Non partiti
| Pilota          | Moto | Motivo | Griglia |
| --------------- | ---- | ------ | ------- |
| Norbert Peschke | MBA  |        | 30      |
| Luca Cadalora   | MBA  |        | 14      |
| Willy Hupperich | Seel |        | 22      |

### Non qualificati
| Pilota              | Moto  |
| ------------------- | ----- |
| Jan Eggens          | EGA   |
| Chris Bürki         | MBA   |
| Hein Vink           | MBA   |
| René Dunki          | MBA   |
| Alain Trippaers     | MBA   |
| Chris Baert         | MBA   |
| Luc Beugnier        | Honda |
| Jean-Claude Collard | MBA   |

## Classe sidecar
Prima vittoria stagionale per i campioni in carica Egbert Streuer-Bernard Schnieders, che precedono al traguardo Rolf Biland-Kurt Waltisperg; gli svizzeri erano stati in testa per parte della gara ma hanno dovuto cedere la prima posizione perché rallentati da problemi tecnici. Si piazzano terzi Werner Schwärzel-Fritz Buck, ora scavalcati per un punto nel mondiale da Biland, che conduce a quota 50 (Streuer è terzo a 43).

### Arrivati al traguardo (posizioni a punti)[4]
| Pos | Pilota               | Passeggero         | Moto        | Tempo    | Punti |
| --- | -------------------- | ------------------ | ----------- | -------- | ----- |
| 1   | Egbert Streuer       | Bernard Schnieders | LCR-Yamaha  | 42'28"33 | 15    |
| 2   | Rolf Biland          | Kurt Waltisperg    | LCR-Krauser | 42'44"05 | 12    |
| 3   | Werner Schwärzel     | Fritz Buck         | LCR-Yamaha  | 43'07"22 | 10    |
| 4   | Steve Abbott         | Shaun Smith        | Ham-Yamaha  | 44'02"26 | 8     |
| 5   | Masato Kumano        | Helmut Diehl       | LCR-Yamaha  | 44'07"49 | 6     |
| 6   | Hans-Rudi Christinat | Markus Fährni      | LCR-Yamaha  | 44'08"70 | 5     |
| 7   | Markus Egloff        | Urs Egloff         | LCR-Yamaha  |          | 4     |
| 8   | Derek Bailey         | Brian Nixon        | LCR-Yamaha  |          | 3     |
| 9   | Alfred Zurbrügg      | Martin Zurbrügg    | LCR-Yamaha  |          | 2     |
| 10  | Hans Hügli           | Andreas Schütz     | LCR-Yamaha  |          | 1     |